# La passione greca
La passione greca (in ceco Řecké pašije; Halbreich n. 372) è un'opera in quattro atti di Bohuslav Martinů. Il soggetto del libretto in lingua inglese è il romanzo Cristo crocifisso di Nikos Kazantzakis.

## Storia
Esistono due versioni dell'opera. Bohuslav Martinů scrisse la versione originale tra il 1954 e il 1957 e la propose alla Royal Opera House. Tuttavia, a seguito dell'intervento di Sir Arthur Bliss, la società interruppe la produzione e l'opera non andò in scena.
Martinù rielaborò l'opera nel 1958-59 e produsse la seconda versione che ebbe la sua prima rappresentazione allo Städtisches Theater di Zurigo nel 1961, dopo la morte del compositore ceco avvenuta nel 1959.
La prima versione de "La passione greca" di Martinu è stata successivamente restaurata sotto la supervisione di Ales Brezina, ed è andata in scena al Covent Garden nel 2000.

## Trama
L'opera è ambientata in un villaggio greco, Lykovrissi, a Pasqua durante le rappresentazioni teatrali della Passione. Man mano che la storia procede, gli abitanti del villaggio interpretati nella commedia assumono le personalità dei loro personaggi religiosi.

### Atto I
Per la rappresentazione della Passione dell'anno successivo il sacerdote Grigoris distribuisce i ruoli. Il pastore Manolios è stato scelto per interpretare la parte di Cristo. Katerina, una vedova, Maria Maddalena. A Panait, il suo amante, viene dato il ruolo di Giuda. Gli abitanti del villaggio pensano ai loro rispettivi ruoli e a come essi corrispondano alle loro vite. Al crepuscolo, un gruppo di rifugiati arriva a Lykovrissi da un villaggio distrutto dai turchi. Un altro sacerdote, Fotis, guida i rifugiati. Padre Grigoris è preoccupato per il benessere e la sicurezza dei fedeli abitanti del suo villaggio e per i possibili conflitti. Una donna tra i rifugiati muore di fame, ma Padre Grigoris sostiene che sia morta a causa del colera. Espelle quindi i rifugiati. Katerina, invece, offre loro assistenza, e Manolios gli mostra la vicina montagna, dove i rifugiati si potranno fermare e riposare.

### Atto II
Ladas vuole privare i profughi dei loro possedimenti, e riesce a farlo, girando le loro fortune a Yannakos. Tuttavia, vedendo la miseria dei rifugiati, restituisce loro i soldi.
Katerina si è innamorata di Manolios e si confida con Yannakos. L'anziano Ladas propone a Yannakos di trarre profitto dai rifugiati. Quest'ultimo cade nella bramosia del sogno di ricchezza e si precipita al campo profughi per derubare i profughi dai loro averi.
Lungo la strada incontra Manolios e lo avverte di Katerina. I due si incontreranno nei pressi di un pozzo dove rivelano la loro reciproca attrazione, ma Manolios la rifiuta e lei è desolata.
Yannakos presenzia alla cerimonia della posa della prima pietra di un nuovo villaggio vicino al loro, dove un vecchio chiede di essere sepolto insieme alle ossa dei suoi antenati. Yannakos, imbarazzato dalla la povertà e l'accoglienza dei rifugiati, confessa a Fotis di essere venuto per ingannarli, ma, pentito, ora cede tutti i suoi beni per aiutarli.

### Atto III
Manolios ha cominciato ad assumere la personalità di Gesù Cristo e convince Katerina che il loro amore deve essere solo spirituale, così come per Gesù e Maria Maddalena. Manolios fa quindi appello agli abitanti del villaggio per aiutare i rifugiati, ma gli anziani rifiutano. Manolios ha una sempre crescente influenza spirituale sugli abitanti del villaggio, e gli anziani del villaggio elaborano un piano per fermarlo.

### Atto IV
Durante un matrimonio nel villaggio padre Grigoris scomunica Manolios, che difende le sue azioni perché fondate, secondo lui, sugli insegnamenti di Gesù Cristo. I rifugiati scendono dalla montagna in una condizione di miseria. In una successiva controversia, Panait uccide Manolios. Gli abitanti del villaggio e i rifugiati piangono Manolios. I rifugiati lasciano poi il villaggio in cerca di una nuova casa.

## Registrazioni
Versione originale:
- cantato in inglese - Christopher Ventris (Manolios), Esa Ruuttunen (Grigoris), Nina Stemme (Katerina), Egils Silins (Fotis); Orchestra Sinfonica di Vienna; Ulf Schirmer, direttore d'orchestra - Koch Schwann 3-6590-2 (registrato al Festival di Bregenz, giugno 1999)[4]
- cantato in inglese - Rolf Romei (Manolios), Wilfried Zelinka (Grigoris), Dshamilja Kaiser (Katerina), Markus Butter (Fotis); Orchestra Filarmonica di Graz e Coro dell'Opera; Dirk Kaftan, direttore d'orchestra - Oehms Classics OC 967 (registrato a Graz 2017)

Versione riveduta:
- cantato in inglese - John Mitchinson (Manolios), John Tomlinson (Grigoris), Helen Field (Katerina), Geoffrey Moses (Fotis); Coro Filarmonico Ceco; Orchestra Filarmonica di Stato di Brno; Sir Charles Mackerras, direttore d'orchestra - Supraphon 1116 3611/2 (registrato allo Stadion, Brno, 1-6 giugno 1981)
- cantato in inglese - DVD del film per la televisione del 1999 che utilizza la registrazione in studio del 1981 come colonna sonora (con tagli minori) - John Mitchinson, John Tomlinson, Helen Field, Geoffrey Moses; Coro Filarmonico di Praga, Coro di bambini Kühn e Orchestra Filarmonica di Brno; Sir Charles Mackerras, direttore d'orchestra - Supraphon DVD SU70149, data di uscita: 12 novembre 2007
- cantato in ceco - Vilém Přibyl (Manolios), Jaroslav Horáček (Grigoris), Eva Dĕpoltová (Katerina), Richard Novák (Fotis); Coro e Orchestra Sinfonica della Radio Ceca; Libor Pešek, direttore d'orchestra - Supraphon SU 3984-2 (registrato al Rudolfinum, Praga, 29 settembre - 1 ottobre 1981, pub. 1983, ristampa 2010)